# Alonso Solís
Alonso Solís Calderón (São José, 14 de outubro de 1975) é um futebolista costa-riquenho, que atua como meia-atacante.

## Carreira
Começa a carreira em 1995, no Saprissa, onde já atuava nas categorias de base. Não disputou partidas em sua primeira passagem pelos Morados. Fez parte do elenco da Universidade Católica do Chile, mas também não atuou em nenhuma partida.
Alonso Solís se mudou para a Grécia, onde foi contratado pelo OFI Creta. Pelo clube da Ilha, disputou 17 partidas e marcou três gols, mudando para valer sua carreira. Entretanto, sem espaços no OFI, ele optou por retornar ao Saprissa, mas não ficou muito tempo por lá, tendo sido contratado pelo Brann da Noruega.
Na equipe nórdica, El Mariachi também fez poucos jogos: 14 no total, e quatro gols marcados. Sem nenhuma oportunidade no Brann, ele retornou de vez ao Saprissa, onde está até hoje.
Também teve uma fugaz passagem por empréstimo no Necaxa do México, que sentia a falta do argentino Walter Gaitán, que estava lesionado, e Alonso Solís foi a escolha ideal, mas ele acabou disputando uma partida e voltou pela quarta vez ao Saprissa.

## Seleção
El Mariachi atua na Seleção da Costa Rica desde 1999. Foi preterido para a Copa de 2002 e para a Copa de 2006.

## Curiosidade
Apesar de ter o mesmo sobrenome, Alonso, que é meia-atacante, não tem nenhum parentesco com Mauricio Solís, que é apenas um meio-campista, e que tem muito mais experiência nos Ticos.